# Romance Philology
Romance Philology es una revista científica dedicada al campo de la filología románica. Es publicada por Brepols Publishers y su periodicidad es semestral. Su editora actual es Barbara de Marco (Universidad de California en Berkeley). La revista fue fundada en 1947 por el romanista Yakov Malkiel.